# 第9地区
『第9地区』（だいきゅうちく、原題: District 9）は、2009年8月に公開されたSF映画。日本での公開は2010年4月10日。
地球に難民としてやってきたエイリアンと、それを抑圧する人類との対立をドキュメンタリー風に描いた作品。舞台となった南アフリカ共和国でかつて行われていたアパルトヘイト政策が反映されたストーリーになっている。物語は、エイリアンの研究物質に誤って触れ、所属していたエイリアン管理組織から追われる身となった男を中心に、アクションを交えつつ展開する。
第82回アカデミー賞において、作品賞、脚色賞、編集賞、視覚効果賞の4部門にノミネートされた。

## ストーリー
1982年、南アフリカ共和国のヨハネスブルク上空に突如宇宙船が出現した。しかし、上空で静止した巨大な宇宙船からは応答や乗員が降りる様子はなく、人類は宇宙船に乗船しての調査を行うことを決定。知的生命体との接触に世界中の期待が集まる中行われた調査であったが、船内に侵入した調査隊が発見したのは、支配層の死亡と宇宙船の故障により難民となった大量のエイリアンであった。
乗船していたエイリアンたちは地上に移され、隔離地区である「第9地区」で超国家機関MNU（英：Multi-National United）による管理・監視を受けながら生活することになったが、文化や外見の違いから人間とエイリアン達との間では小競り合いが頻発する。人間達のエイリアンへの反発や差別は強まり、やがて彼らの外見から「エビ」（Prawn）という蔑称が定着するようになった。
宇宙船出現から28年後、エイリアン達の増加により、彼らを新たに用意された隔離区域である第10地区に移住させることが決定する。MNUの職員であるヴィカスは、立ち退き要請の同意を得るためTVクルーを連れて第9地区を訪れるが、エイリアンの一員であるクリストファー・ジョンソンの住居で見つけた謎の液体を不注意により浴びてしまう。ヴィカスの身体は液体の影響で突然変異を起こし、徐々にエイリアンの身体に変化していく。それを知ったMNUはヴィカスを捕え、表向きには死亡と発表しながら生体実験の被検者とした。ヴィカスは隙を突いてMNUを脱走し、第9地区に逃げ込む。
第9地区に逃げ込んだヴィカスは、再びクリストファー・ジョンソンのもとを訪れる。高い知能を持つクリストファーは宇宙船を起動して故郷に帰ることを目指しており、ヴィカスは自身が浴びた液体が宇宙船の燃料だったと聞かされる。クリストファーは液体をMNUから取り戻せば元の身体に戻すと約束して、ヴィカスと共にMNUに乗り込む。液体を手に入れたヴィカスは元の身体に戻してほしいと頼むが、MNUで仲間が生体実験の材料にされていることを知ったクリストファーは、「仲間を救うために3年待ってほしい」と告げる。ヴィカスは逆上し、クリストファーを殴り倒して指令船を奪い、宇宙船に乗り込もうとする。
しかし、指令船はクーバス大佐が率いるMNUの傭兵部隊に撃墜され、ヴィカスはクリストファーと共に再度捕えられる。MNUに護送される途中、更にヴィカスはエイリアンとの同化を望むギャング集団に拉致され、食べられそうになるが、指令船に残っていたリトルCJが起動させたロボットに乗り込みギャング集団を一掃する。一旦はクリストファーを置き去りにして逃げ出すヴィカスだったが、考え直してクーバスたちからクリストファーを助け出し、彼を宇宙に逃がすべくクーバスたちに戦いを挑み全滅させる。クリストファーは3年後に助けに来ると約束し、宇宙船に乗り込み地球を後にする。
宇宙船が地球を去った後、ヴィカスは行方不明となった。ヴィカスの行方が一向に分からない中、彼の妻タニアの自宅に廃材で作られた造花が置かれていた。第10地区では、完全にエイリアンに変化したヴィカスが造花を作りながらクリストファーを待ち続けていた。

## 登場人物

### MNU
エイリアンの管理を任された超国家組織。エイリアン居住区の警戒監視とエイリアンによる犯罪の取り締まりを主な任務としているが、エイリアンの断種を目的とした通称「スネーク」部隊を運用する、同意が曖昧なまま移住を強制しようとするなど、エイリアンの権利を無視した活動を行っている。キャスパー装甲兵員輸送車やヘリを多数保有しているほか、第9地区に光学照準タイプのレイピアミサイルシステムを設置するなど、軍隊並みの装備を持つ。
母体になっているのは世界最大の軍事企業で、世界第二位の兵器開発事業を行っている他民間軍事会社も運営しており、エイリアンの持つ強力な兵器の研究を極秘に進めている。物語の舞台になった南アフリカ共和国は世界初の民間軍事会社エグゼクティブ・アウトカムズが誕生した国でもある。
ヴィカス・ファン・デ・メルヴェ
今作の主人公。MNUのエイリアン対策課職員であり、エイリアンの第10地区への立ち退き交渉の現場責任者として任命される。MNU幹部の義子（娘婿）であり、出世コースの途上にあった。
TVクルーを連れての第9地区での立ち退き交渉の最中、クリストファー・ジョンソンの住居の隠し部屋に置かれていた容器を不用意に取り上げ、中の液体（宇宙船用の液体燃料）を浴びたことで身体に変異を来たす。以後は研究対象としてMNUに追われる立場となる。
平凡な一般人であり、逃走・潜伏中にも妻恋しさから連絡を取り居場所を探知されるなど、追われる身となってからの言動は冷静さを欠く。
クーバス大佐
MNU傭兵部隊「第1大隊」の大佐。違法行為をとったエイリアンを殺す自らの仕事を好んでいる。
使用銃器はMNUの標準装備であるベクター CR21ではなくベクター R6（どちらの銃も南アフリカ製）。

### エイリアン
甲殻のような皮膚に鋏状の手と、地球の甲殻類を思わせる外見を持つ異星人。地球人には「エビ」というスラングで呼ばれる。怪力を持ち、ゴムとキャットフード、生肉が大好物。雌雄同体で旺盛な繁殖力を持ち（劇中でミミズと同じと語られる）、第9地区への定着後に増加を続け、第10地区への移住前の総数は180万に達した。
支配層と被支配層に分かれる社会性昆虫に似た生態を持つ。地球到着時、宇宙船内に支配層の姿はなく、被支配層のエイリアンだけが閉じ込められていた。第9地区に移されたエイリアンは被支配層であり、概ね主体性が乏しく、意思疎通も単純なものが多い。地球のスクラップで様々な兵器やマシンを作っており、知能は決して低くはないが、反乱ではなくキャットフードとの交換目当に製造しているなど、抜けた部分がある。彼らが居住している第9地区は道路も未舗装で、粗末な小屋が立ち並びゴミの散乱するスラムと化している。
エイリアンの製造する武器は、彼らのDNAに反応して作動するため、人類には扱えない。人類の武器とは一線を画す威力を持つため、その技術はMNUおよび第9地区の一大勢力であるギャング集団の双方に狙われている。
クリストファー・ジョンソン（地球名）
第9地区に住むエイリアンの一員。他のエイリアンより高い知能を持ち、性格も穏健。粗暴な同族が多い中、人間に対しても終始会話で対応する。
高い知能を初めとして、潜伏していた支配層エイリアンであると匂わせるような描写が多く、地球脱出を目指して秘かに宇宙船用の液体燃料を製造し、宇宙船の指令ブロックを住居の地下に隠していた。
TVクルーを連れたヴィカスに住居と研究施設を荒らされるが、彼が追われる身となってからは行動を共にする。作品ラストでは、エイリアンの肉体に変異してゆくヴィカスを救うため3年後に戻ることを約束して地球を後にする。
配偶者は登場しないが、一児の父である。
リトルCJ
クリストファー・ジョンソンの子供。

### ギャング集団
第9地区に潜伏する黒人のナイジェリア・ギャング集団。エイリアンを食いものにしつつ共存しており、食料を売り、賭博場を開き、エイリアン相手の売春を行ってもいる。使用はできないもののエイリアンの武器には注目しており、彼らの単純さに付け込んで、大量の武器を安く買い叩いては保管している。エイリアンの体を食べることで万病を癒し、エイリアンのように強くなれるという呪術的な信仰も発達させている。
オビサンジョ
ギャング集団のボス。下肢の麻痺を煩っており、車椅子で生活している。
エイリアンの力と武器には強く執着しており、それを自身のものにすべく、殺害したエイリアンの死体を食う。

## キャスト
※括弧内は日本語吹き替え
- ヴィカス・ファン・デ・メルヴェ - シャールト・コプリー（川島得愛）
- クーバス大佐 - デヴィッド・ジェームズ（谷昌樹）
- クリストファー・ジョンソン（エイリアン） - ジェイソン・コープ（斉藤次郎）
- リトルCJ - なし（たなか久美）
- タニア・ファン・デ・メルヴェ - ヴァネッサ・ハイウッド（田中晶子）
- ニコラス・ファン・デ・メルヴェ - ジョン・ヴァン・スクール（佐々木省三）
- サンドラ・ファン・デ・メルヴェ - マリアン・フーマン（新田万紀子）
- ピエト・スミット - ルイス・ミナー（楠見尚己）
- フンディスワ・ムランガ - マンドラ・ガドゥカ（川村拓央）
- オビサンジョ - ユージーン・クンバニワ（藤真秀）
- トーマス - ケネス・ンコースィ（木村雅史）
- ダーク・マイケルズ - ウィリアム・アレン・ヤング（仲野裕）
- ブラッドナム - ジェイソン・コープ（上田燿司）
- リヴィングストン - ナタリー・ポルト（小幡あけみ）
- モラヌー - ニック・ブレイク（宇垣秀成）

## 製作
ニール・ブロムカンプ監督の長編映画デビュー作品であり、本作は同監督の自作SF短編映画『アライブ・イン・ヨハネスブルグ』（英題：Alive in Joburg）を長編化したものである。ストーリーはアパルトヘイト時代に起きたケープタウン第6地区からの強制移住政策を題材にしている。またDVD収録のコメンタリーでは、紛争の多い周辺国から避難してきた難民と南アフリカネイティブとの確執も葛藤した上で参考にしたともブロムカンプ自らが語っている。
なお、舞台となった土地の社会情勢を下敷きにしてはいるが、上記コメンタリー内の脚本家コメントでは、監督の「これは政治的な映画ではない」との発言が紹介されている。作品の本来の目的は政治や社会への風刺、皮肉ではなく、人種対立の背景を持つ社会に新たな弱者としてのエイリアンを持ち込むという、設定の新奇さを売りにしたエンターテインメントであると語られている。実際、危険だがユーモラスなエイリアンの描き方、エイリアンの戦闘ロボットによる派手なアクションシーンなど、作品内では娯楽性が追求されている。
製作費は3千万ドルであり、ハリウッドのVFXを使った作品としては少ない。出演者はほとんどが無名俳優であり、主演のシャールト・コプリーは監督の高校時代の友人であるという。ちなみに主人公ヴィカスのセリフは、演じるシャールトによるアドリブである。
元々は2006年にピーター・ジャクソンがゲーム『HALO』映画化のためにニール・ブロムカンプを起用したが、映画化の予算について製作会社とゲーム開発元マイクロソフトとの交渉が決裂した。そのため、ピーター・ジャクソンはニール・ブロムカンプの短編を長編化するプロジェクトを動かすことにしたという。
VFXはイメージエンジン、The Embassy Visual Effects、Zoic Studios、Goldtooth Creative、WETAデジタルが制作した。

## 評価

### 興行面
2009年8月14日に全米公開され、初週末に3735万4308ドルを稼いで1位となった。日本では、ワーナー・ブラザース映画とギャガの共同配給により2010年4月10日に公開された。

### 批評面
映画レビューサイトのRotten Tomatoesでは、276のレビューを集め、90%の支持率を得た。
第82回アカデミー賞では作品賞、脚色賞、編集賞、視覚効果賞にノミネートされた。
その他第67回ゴールデングローブ賞等、2009年度の多数の映画賞でノミネート、賞を受賞した。日本では2011年に星雲賞メディア部門を受賞。
映画監督の押井守は、「きれいなものは何一つ出てこないけど、表現のインパクトはある。製作者の美意識が働いているから」と語って、本作が、廃棄物や残酷描写を美しく描いた映画の1つとして評価している。そして「汚く醜いものを、そのまま表現するのは、表現者としてどうかと思う。ゴミの山でも美しくレイアウトすれば表現になるんだから」と、本作の画面設計を絶賛している。

## プロモーション展開
日本公開に合わせ、徳光和夫出演のTVCMを公開前から投入した。

## 続編
2013年、ニール・ブロムカンプは本作の続編に関するトリートメントを執筆済みと語りつつも、それより先に映画化したいアイデアがあるとして、企画が実現するかは不明瞭だと語った。2017年、The Vergeのインタビューに応えたニールは改めて続編企画について言及し、WETAデジタルと再びに映画を作れることを最高と評して、制作に前向きな姿勢を見せた。
そして現地時間2021年2月25日、ニールはシャールト・コプリーおよびテリー・タッチェルと共同で『District 10（原題）』と題した続編の脚本執筆に取り組んでいることを自身のTwitterにて発表した。